# Gelbbauchjala

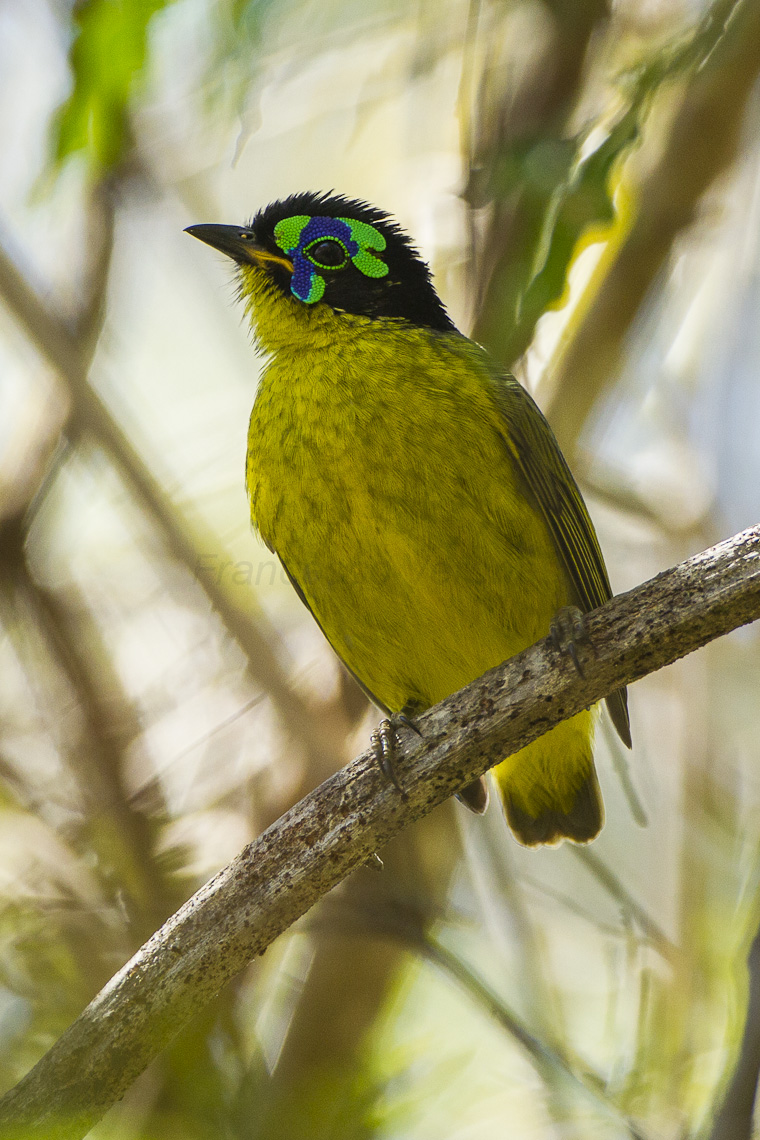
Gelbbauchjala, Männchen, im Nationalpark Ankarafantsika

Der Gelbbauchjala (Philepitta schlegeli) ist eine endemisch auf Madagaskar vorkommende Vogelart der Gattung Philepitta aus der Familie der Lappenpittas (Philepittidae). Das Artepitheton basiert auf dem Namen des deutschen Ornithologen und Erstbeschreibers Hermann Schlegel.

## Merkmale
Gelbbauchjalas erreichen eine Körperlänge von 12,5 bis 14,0 Zentimetern. Die Steuerfedern sind sehr kurz. Zwischen den Geschlechtern besteht bezüglich der Gefiederfärbung zeitweise ein deutlicher Sexualdimorphismus. Lediglich die Männchen zeigen während der Balz- und Brutzeit ein farbenprächtiges Gefieder. Sie haben dann einen tiefschwarzen Kopf, von dem sich ein Hautlappen mit vier türkisfarbenen Flecken, die durch kobaltblaue Streifen um das Auge herum miteinander verbunden sind, deutlich abhebt. Der Augenring ist ebenfalls türkisfarben. Brust und Bauch sind leuchtend gelb, das restliche Gefieder überwiegend matt olivgrün gefärbt. Während der übrigen Zeitabschnitte ist das Kopfgefieder ebenfalls olivgrün, leicht braun gesprenkelt und bunte Flecke fehlen gänzlich. Die Unterseite ist matt gelb und mit einigen hellbraunen Sprenkeln versehen. Beide Geschlechter ähneln sich dann stark. Beim Weibchen fehlen lediglich die braunen Sprenkel auf dem Kopf.

## Verbreitung und Lebensraum
Das Verbreitungsgebiet des Gelbbauchjalas befindet sich im Nordwesten Madagaskars. Bevorzugt besiedelt er trockene Waldgebiete und karstige Täler.

## Lebensweise
Die Vögel ernähren sich von verschiedenen Früchten sowie von Nektar, beispielsweise von Hundsgiftgewächsen (Apocynaceae). Während der Perioden mit geringen Früchteerträgen werden auch Insekten als Nahrung angenommen. Die Hauptbrutsaison fällt in die Monate Oktober bis Dezember. Das Nest wird aus kleinen Blattstreifen, Rindenfragmenten und Moos gefertigt und mit Spinnenfäden verflochten. Details zum Brutverhalten liegen nicht vor.

## Gefährdung
Der Gelbbauchjala kommt in den Nationalparks und den angrenzenden Gebieten im Nordwesten Madagaskars lückenhaft vor. Deshalb ist ein signifikanter genetischer Austausch zwischen den Populationen nicht ausreichend sichergestellt. Er wird demzufolge von der Weltnaturschutzorganisation IUCN als  „near threatened = potenziell gefährdet“ klassifiziert.